# Epirixanthes
Epirixanthes es un género de plantas con flores perteneciente a la familia  Polygalaceae. Comprende ocho especies.

## Especies seleccionadas
- Epirixanthes aphylla
- Epirixanthes cylindrica
- Epirixanthes elongata
- Epirixanthes kinabaluensis